# Euclavella
Euclavella is een monotypisch geslacht van zakpijpen uit de familie van de Clavelinidae.

## Soorten
- Euclavella claviformis (Herdman, 1899)